# Правнича допомога
Правнича (правова, юриди́чна) допомо́га — це професійна діяльність юристів, спрямована на сприяння громадянам та юридичним особам у реалізації норм права з метою покращення їх правового становища.
Правнича допомога передбачає, як правило, юридичне представництво та доступ до судової системи.
Згідно з Законом України «Про безоплатну правничу допомогу», правнича допомога — надання правничих послуг, спрямованих на забезпечення реалізації прав і свобод людини і громадянина, захисту цих прав і свобод, їх відновлення у разі порушення.
Конституція України:
Кожен має право на професійну правничу допомогу. У випадках, передбачених законом, ця допомога надається безоплатно. Кожен є вільним у виборі захисника своїх прав (стаття 59).
Для надання професійної правничої допомоги в Україні діє адвокатура (стаття 1312).
Правничими  послугами є:
- надання правової інформації, консультацій і роз'яснень з правових питань;
- складення заяв, скарг, процесуальних та інших документів правового характеру;
- здійснення представництва інтересів особи в судах, інших державних органах, органах місцевого самоврядування, перед іншими особами;
- забезпечення захисту особи від обвинувачення;
- надання допомоги в забезпеченні доступу особи до вторинної правничої допомоги та медіації[2].

## Види правничої допомоги
Правнича допомога може бути платною і безкоштовною; первинною і вторинною; судовою і позасудовою; розподілятися за галузями (у кримінальних, цивільних, сімейних, адміністративних справах…), за стадіями (на етапі дізнання, досудового слідства, розгляду справи судом), суб'єктом надання (адвокат / інший фахівець у галузі права / законний представник / державний орган…), суб'єктом права на правову допомогу тощо.

## Принципи правничої допомоги
Принципами правничої допомоги, спільними для всіх її видів, можна вважати:
1. верховенство права
2. законність
3. доступність
4. якісність
5. конфіденційність
6. уникнення конфлікту інтересів
7. гарантоване державне фінансування безоплатної правової допомоги.

## Безоплатна правнича допомога
Безоплатна правнича допомога — правнича допомога, що гарантується державою та повністю або частково надається за рахунок коштів Державного бюджету України, місцевих бюджетів та інших джерел.
Зміст права на безоплатну правничу допомогу, порядок реалізації цього права, підстави та порядок надання безоплатної правничої допомоги, державні гарантії щодо надання безоплатної правничої допомоги визначаються Законом України «Про безоплатну правничу допомогу».
Безоплатна первинна правнича допомога включає такі види правових послуг:
1. надання правничої інформації;
2. надання консультацій і роз'яснень з правових питань;
3. складення заяв, скарг та інших документів правового характеру (крім документів процесуального характеру);
4. надання допомоги в забезпеченні доступу особи до вторинної правничої допомоги та медіації.

Безоплатна вторинна правнича допомога включає такі види правових послуг:
1. захист від обвинувачення;
2. здійснення представництва інтересів осіб, що мають право на безоплатну вторинну правничу допомогу, в судах, інших державних органах, органах місцевого самоврядування, перед іншими особами;
3. складення документів процесуального характеру.

Міністерство юстиції України утворило центри з надання безоплатної вторинної правової допомоги в Автономній Республіці Крим, областях, містах Києві та Севастополі.
Урядом затверджені Порядок і умови проведення конкурсу з відбору адвокатів, які залучаються до надання безоплатної вторинної правничвої допомоги.

## Оплатна правничої допомога
Адвокатська діяльність за своїм змістом є незалежною професійною діяльністю адвоката щодо здійснення захисту, представництва та надання інших видів правничої допомоги клієнту переважно на оплатній основі.
Конституційний Суд України у справі про право вільного вибору захисника роз'яснив, що поряд із адвокатурою і визначеними процесуальним законом особами правничу допомогу можуть надавати також суб'єкти підприємницької діяльності у порядку, визначеному законодавством України; об'єднання громадян для здійснення і захисту своїх прав і свобод; «інші фахівці у галузі права» які за законом мають право на надання правничої допомоги особисто чи за дорученням юридичної особи.